# یول‌دوزو (بسنی)
یول‌دوزو (به ترکی استانبولی: Yoldüzü) یک منطقهٔ مسکونی در ترکیه است که در بسنی واقع شده‌است.